# Ahmad Saadawi

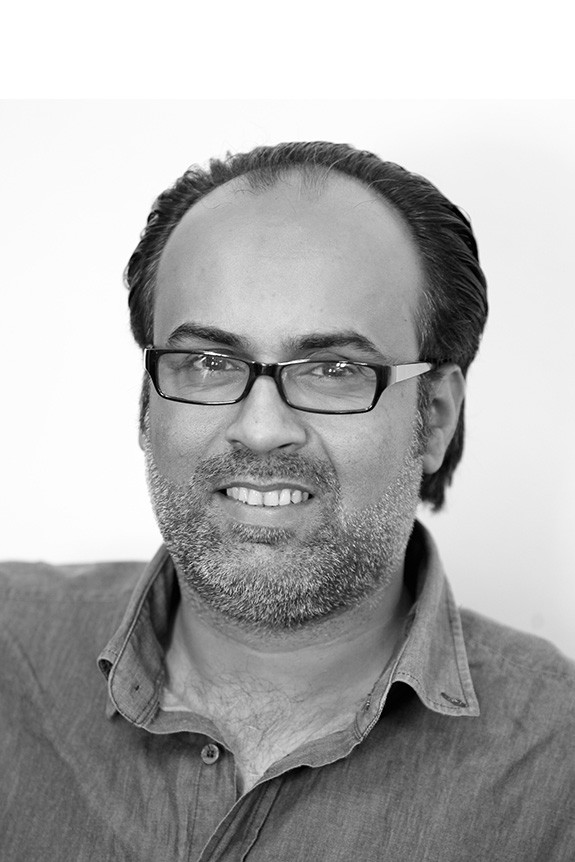
Ahmad Saadawi

Ahmad Saadawi (arabiska أحمد سعداوي), född 1973 i Bagdad, är en irakisk romanförfattare, poet, konstnär och journalist. Han har publicerat en diktsamling och tre romaner, varav en, Det vackra landet, vann första pris i en litteraturtävling i Förenade arabemiraten. Hans roman Frankenstein i Bagdad (översatt till svenska av Jonathan Morén 2019) vann International Prize for Arabic Fiction 2014.
Saadawi var mellan 2005 och 2007 Bagdadkorrespondent för BBC. Han var en av de 39 arabiska författare under 40 år som valdes ut till antologin Beirut 39 huvudprojektet när Beirut var Unescos bokhuvudstad 2009.